# Hampstead Heath

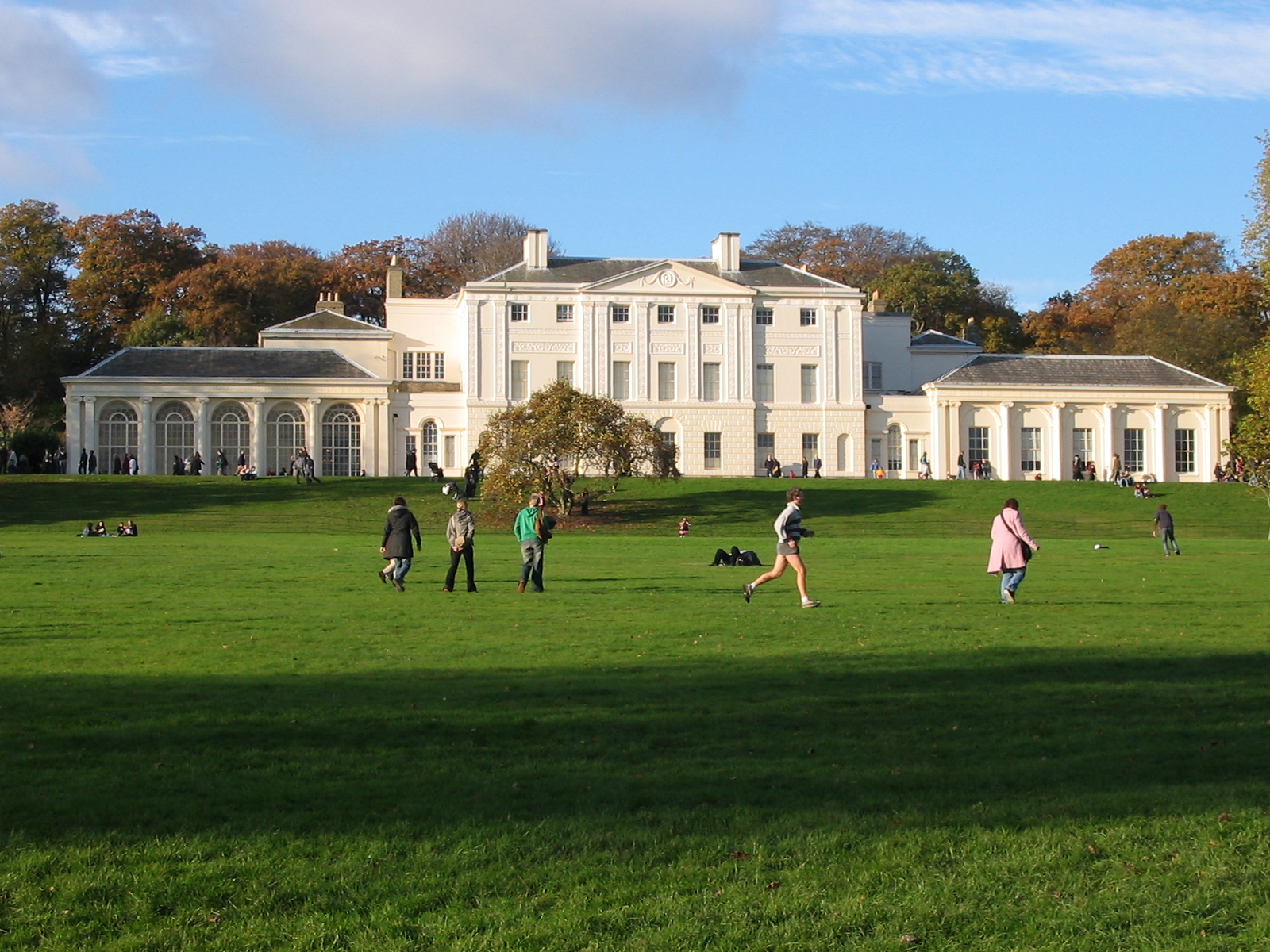
Kenwood House

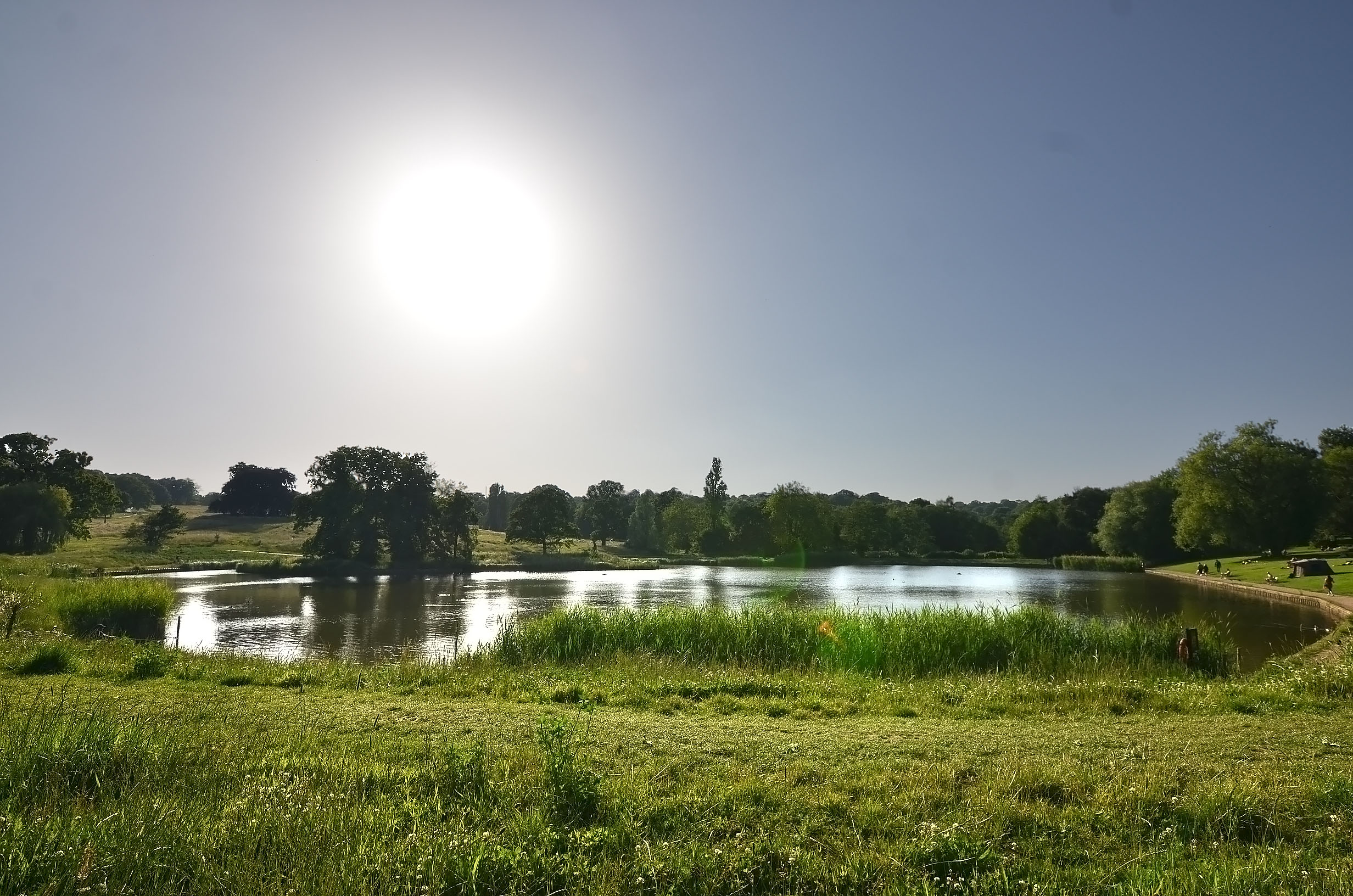
Teich für Modellboote in Hampstead Heath

Hampstead Heath (bis 134 m ASL) ist ein Park im Norden von London mit einer Fläche von 3,2 km². Der Name des Parks stammt vom seltenen Lebensraum der Heide (heathland). Er hat 25 größere Teiche und Gebiete mit alten Waldflächen, Sümpfen, Hecken und Grasflächen. Teile des Parks wurden von English Nature als Site of Special Scientific Interest ausgezeichnet.
Der Park ist im Besitz der Londoner Verwaltungsbehörde Corporation of London, die den Park bis auf den Bereich um das Kenwood House (0,5 km²) pflegt, der von English Heritage übernommen wurde. Der größte Teil des Parks (2,8 km²) liegt im Stadtbezirk Camden. Der verbleibende Teil (0,4 km²), auch Hampstead Heath Extension genannt, liegt im Stadtbezirk Barnet. Der im Park gelegene Parliament Hill (98 MüM) bietet eine gute Aussicht auf die Stadt. Dieser Teil des Parks wurde 1888 der Hampstead Heath zugeschlagen und enthält unter anderem ein Sportfeld und Tennisplätze.
Nahe gelegene Zugstationen sind Gospel Oak und Hampstead Heath auf der North London Line im Süden und die U-Bahn-Stationen Hampstead und Golders Green auf der Northern Line im Westen.
Am südlichen Rand des Parks liegt der 1938 eröffnete Parliament Hill Lido, ein unbeheiztes Freibad.
Weiterhin befinden sich nahe Highgate drei Teiche, in denen Schwimmen erlaubt ist, zwei nach Geschlecht getrennt, der dritte gemischt. Andere Teiche werden zum Fischen und für Modellboote genutzt oder sind Wildtieren vorbehalten. Teile des Parks sind bekannt als Treffpunkt für schwule Männer.